# Курбанов Курбан Сайгідахмедович
Курбан Сайгідахмедович Курбанов (узб. Курбан Сайгидахмедович Курбанов, рос. Курбан Сайгидахмедович Курбанов; нар. 21 березня 1985, Махачкала, Дагестанська АРСР, РРФСР) —  узбецький борець вільного стилю, бронзовий призер чемпіонату світу, дворазовий чемпіон Азії, срібний призер Азійських ігор, учасник двох Олімпійських ігор.

## Біографія
Боротьбою займається з 1997 року. Вихованець СДЮШОР імені Г. Гамідова, м. Махачкала. Тренери: Анвар Магомедгаджі, Мурад Мухтар-Огли, Омарасхаб Курамагомедов.
Наприкінці 2012, не полишаючи занять спортом, зайняв пост заступника глави адміністрації Кіровського району Махачкали.

## Спортивні результати на міжнародних змаганнях

### Виступи на Олімпіадах
| Змагання                    | Збірна     | Вагова категорія          | Місце |
| --------------------------- | ---------- | ------------------------- | ----- |
| Літні Олімпійські ігри 2008 | Узбекистан | вільна боротьба, до 96 кг | 6     |
| Літні Олімпійські ігри 2012 | Узбекистан | вільна боротьба, до 96 кг | 5     |

### Виступи на Чемпіонатах світу
| Змагання                        | Збірна     | Вагова категорія           | Місце  |
| ------------------------------- | ---------- | -------------------------- | ------ |
| Чемпіонат світу з боротьби 2007 | Узбекистан | вільна боротьба, до 96 кг  | Бронза |
| Чемпіонат світу з боротьби 2009 | Узбекистан | вільна боротьба, до 96 кг  | 16     |
| Чемпіонат світу з боротьби 2010 | Узбекистан | вільна боротьба, до 96 кг  | 19     |
| Чемпіонат світу з боротьби 2011 | Узбекистан | вільна боротьба, до 96 кг  | 10     |
| Чемпіонат світу з боротьби 2013 | Узбекистан | вільна боротьба, до 120 кг | 13     |
| Чемпіонат світу з боротьби 2014 | Узбекистан | вільна боротьба, до 125 кг | 11     |

### Виступи на Чемпіонатах Азії
| Змагання                       | Збірна     | Вагова категорія           | Місце  |
| ------------------------------ | ---------- | -------------------------- | ------ |
| Чемпіонат Азії з боротьби 2008 | Узбекистан | вільна боротьба, до 96 кг  | Золото |
| Чемпіонат Азії з боротьби 2011 | Узбекистан | вільна боротьба, до 96 кг  | Золото |
| Чемпіонат Азії з боротьби 2014 | Узбекистан | вільна боротьба, до 125 кг | 7      |

### Виступи на Азійських іграх
| Змагання           | Збірна     | Вагова категорія          | Місце  |
| ------------------ | ---------- | ------------------------- | ------ |
| Азійські ігри 2010 | Узбекистан | вільна боротьба, до 96 кг | Срібло |

### Виступи на Кубках світу
| Змагання                    | Збірна     | Вагова категорія           | Місце |
| --------------------------- | ---------- | -------------------------- | ----- |
| Кубок світу з боротьби 2010 | Узбекистан | вільна боротьба, до 96 кг  | 11    |
| Кубок світу з боротьби 2011 | Узбекистан | вільна боротьба, до 120 кг | 4     |

### Виступи на інших змаганнях
| Змагання                                                     | Збірна     | Вагова категорія           | Місце  |
| ------------------------------------------------------------ | ---------- | -------------------------- | ------ |
| Золотий Гран-прі з боротьби 2008                             | Узбекистан | вільна боротьба, до 96 кг  | Золото |
| Золотий Гран-прі з боротьби 2009                             | Узбекистан | вільна боротьба, до 96 кг  | Золото |
| Олімпійський кваліфікаційний турнір з боротьби 2012 (Астана) | Узбекистан | вільна боротьба, до 96 кг  | Золото |
| Турнір Яшара Догу 2013                                       | Узбекистан | вільна боротьба, до 120 кг | Срібло |
| Турнір Алі Алієва 2013                                       | Узбекистан | вільна боротьба, до 120 кг | Бронза |
| Турнір Олександра Медведя 2014                               | Узбекистан | вільна боротьба, до 125 кг | 19     |